# Буэнос-Айресская епархия (Сербский патриархат)
Буэнос-Айресская епархия (англ. Епархија Буеносајреска, Буэнос-Айресская и Южно-Центральноамериканская епархия, серб. Епархија буеносајреска и јужно-централноамеричка, исп. Eparquía de Buenos Aires y del Sur de América Central) — епархия Сербской православной церкви на территории Южной Америки и стран Центральной Америки за исключением Мексики.

## История
С 10 мая 1963 года сербские приходы в Центральной и Южной Америке были подчинены Западноамериканской епархии, а 22 мая 1988 переданы Восточноамериканской епархии.
26 мая 2011 года решением Священного архиерейского собора Сербской православной церкви Буэнос-Айресская епархия. Администратором новосозданной епархии был назначен архиепископ Цетиньский и митрополит Черногорско-Приморский Амфилохий (Радович). По словам епископа Бачского Иринея (Буловича), решение о создании епархии было принято в связи с тем, что «растёт сербская диаспора в Южной Америке, а церковная организация здесь ещё не на достаточном уровне».
13 октября 2012 года в Буэнос-Айресе состоялась первая заседание Епархиального совета под председательством митрополита Амфилохия, епископа-администратора.
24 ноября 2015 года митрополит Черногорский и Приморский Амфилохий (Радович) освятил новопостроенный монастырь в честь преподобного Серафима Саровского в городе Ла-Плата.

## Приходы
Аргентина
- Приход Рождества Пресвятой Богородицы (Буэнос-Айрес)
- Приход святого Саввы (Буэнос-Айрес)
- Приход святого Николая (Мачагай)
- Приход святого архангела Михаила (Венадо-Туэрто)
- Приход святого Петра Цетиньского (Хенераль-Мадарьяга)
- Приход святого Георгия (Ла-Плата)

Бразилия
- Приход Успения Пресвятой Богородицы в Ресифе (Пернамбуку)
- Приход Святой Троицы (Алдея) (Пернамбуку)
- Приход святого Иоанна Златоуста (Каруару) (Пернамбуку)
- Приход святого Антония Великого (Белу-Жардин) (Минас Жераис)
- Миссионерский приход святого Петра и Павла (Кампинас, Сан-Паулу)

Венесуэла
- Приход святого Георгия (Каракас)
- Приход святого Иоанна Крестителя (Маракай)

Доминиканская Республика
- Миссионерский приход Преображения Господня (Баваро)

Колумбия
- Приход Святой Троицы (Бельо, пригород Медельина)

Перу
- Миссионерский приход Преображения Господня (Лима)

Чили
- Русско-сербский приход святого Николая Жичского (Сантьяго)

Эквадор
- Миссионерский приход Благовещения Пресвятой Богородицы (Гуаякиль)

## Епископы
- Амфилохий (Радович), в/у (26 мая 2011 — 10 мая 2018)
- Кирилл (Бойович) (с 10 мая 2018)